# دافيس (كاليفورنيا)
دافيس (بالإنجليزية: Davis )‏ هي إحدى مدن مقاطعة يولو، كاليفورنيا. تقع في منطقة ساكرامينتو فالي شمال كاليفورنيا، ويبلُغ عدد سُكانها 67,096 نسمة في عام 2022.  تم إعطاءها لقب مدينة في 28 مارس، 1917.

## المناخ
يظهر الجدول التالي التغييرات المناخية على مدار السنة لدافيس:
| البيانات المناخية لـدافيس          | البيانات المناخية لـدافيس | البيانات المناخية لـدافيس | البيانات المناخية لـدافيس | البيانات المناخية لـدافيس | البيانات المناخية لـدافيس | البيانات المناخية لـدافيس | البيانات المناخية لـدافيس | البيانات المناخية لـدافيس | البيانات المناخية لـدافيس | البيانات المناخية لـدافيس | البيانات المناخية لـدافيس | البيانات المناخية لـدافيس | البيانات المناخية لـدافيس |
| الشهر                              | يناير                     | فبراير                    | مارس                      | أبريل                     | مايو                      | يونيو                     | يوليو                     | أغسطس                     | سبتمبر                    | أكتوبر                    | نوفمبر                    | ديسمبر                    | المعدل السنوي             |
| ---------------------------------- | ------------------------- | ------------------------- | ------------------------- | ------------------------- | ------------------------- | ------------------------- | ------------------------- | ------------------------- | ------------------------- | ------------------------- | ------------------------- | ------------------------- | ------------------------- |
| الدرجة القصوى °ف (°م)              | 88 (31)                   | 90 (32)                   | 92 (33)                   | 98 (37)                   | 108 (42)                  | 115 (46)                  | 116 (47)                  | 114 (46)                  | 112 (44)                  | 104 (40)                  | 90 (32)                   | 88 (31)                   | 116 (47)                  |
| متوسط درجة الحرارة الكبرى °ف (°م)  | 53.9 (12.2)               | 60.1 (15.6)               | 65.8 (18.8)               | 72.5 (22.5)               | 81.2 (27.3)               | 88.6 (31.4)               | 93.4 (34.1)               | 92.5 (33.6)               | 88.9 (31.6)               | 79.1 (26.2)               | 64.5 (18.1)               | 54.3 (12.4)               | 74.6 (23.7)               |
| المتوسط اليومي °ف (°م)             | 46.0 (7.8)                | 50.4 (10.2)               | 54.7 (12.6)               | 59.4 (15.2)               | 66.4 (19.1)               | 72.2 (22.3)               | 75.4 (24.1)               | 74.3 (23.5)               | 71.7 (22.1)               | 64.2 (17.9)               | 53.5 (11.9)               | 46.1 (7.8)                | 61.2 (16.2)               |
| متوسط درجة الحرارة الصغرى °ف (°م)  | 38.1 (3.4)                | 40.8 (4.9)                | 43.7 (6.5)                | 46.3 (7.9)                | 51.5 (10.8)               | 55.9 (13.3)               | 57.3 (14.1)               | 56.1 (13.4)               | 54.4 (12.4)               | 49.2 (9.6)                | 42.5 (5.8)                | 37.8 (3.2)                | 47.8 (8.8)                |
| أدنى درجة حرارة °ف (°م)            | 16 (−9)                   | 21 (−6)                   | 26 (−3)                   | 25 (−4)                   | 32 (0)                    | 34 (1)                    | 37 (3)                    | 37 (3)                    | 35 (2)                    | 26 (−3)                   | 20 (−7)                   | 12 (−11)                  | 12 (−11)                  |
| معدل هطول الأمطار إنش (مم)         | 3.92 (100)                | 3.87 (98)                 | 2.77 (70)                 | 1.17 (30)                 | 0.56 (14)                 | 0.20 (5.1)                | 0 (0)                     | 0.05 (1.3)                | 0.26 (6.6)                | 0.90 (23)                 | 2.36 (60)                 | 3.54 (90)                 | 19.60 (498)               |
| متوسط الأيام الممطرة (≥ 0.01 inch) | 12.6                      | 10.7                      | 8.7                       | 4.9                       | 3.0                       | 1.1                       | 0.1                       | 0.3                       | 1.3                       | 3.5                       | 8.1                       | 11.7                      | 66.0                      |
| المصدر #1:                         |                           |                           |                           |                           |                           |                           |                           |                           |                           |                           |                           |                           |                           |
| المصدر #2:                         |                           |                           |                           |                           |                           |                           |                           |                           |                           |                           |                           |                           |                           |

## ركوب الدراجات
ركوب الدراجات تعتبر الطريقة الشائعة في المواصلات منذ عقود، تحديدًا بين طلاب جامعة كاليفورنيا (دافيس).

## توأمة
لدافيس (كاليفورنيا) اتفاقيات توأمة مع كل من:
- مونيوز
- تشيوفو
- سانغجو
- أومان
- ووشي

## أعلام
- بنيامين ليبيت
- اريك فراي
- روز فريدمان
- ثيودوسيوس دوبجانسكي
- سوندر غوتورمسن
- آندي وير
- حسن منهاج
- جايسون فيسك
- جورج ليديارد ستودارد
- روبرت تود كارول